# Apogonichthyoides umbratilis
Apogonichthyoides umbratilis és una espècie de peix pertanyent a la família dels apogònids.

## Descripció
- Pot arribar a fer 4,1 cm de llargària màxima.
- 9 espines i 9-10 radis tous a l'aleta dorsal i 2 espines i 8-9 radis tous a l'anal.
- Taca negrosa a la primera aleta dorsal.
- 5 bandes marronoses al cos i el peduncle caudal.[4][5]

## Hàbitat
És un peix marí, pelàgic-nerític i de clima tropical que viu entre 10 i 40 m de fondària.

## Distribució geogràfica
Es troba des de l'Índic oriental fins al Pacífic occidental: Austràlia Occidental, Indonèsia, Brunei i Palau.

## Observacions
És inofensiu per als humans.